# Leuconitocris patricia
Leuconitocris patricia é uma espécie de escaravelho da família Cerambycidae.  Foi descrito por Chevrolat em 1858.  É conhecida a sua existência na Costa do Marfim.